# Liste des monuments historiques de La Réunion
Cet article recense les bâtiments protégés au titre des monuments historiques de La Réunion, en France.

## Statistiques
Au 30 juillet 2025, la Réunion compte 204 édifices comportant au moins une protection au titre des monuments historiques, dont 28 sont classés et 182 sont inscrits. Le total des monuments classés et inscrits est supérieur au nombre total de monuments protégés car plusieurs d'entre eux sont à la fois classés et inscrits.
La liste suivante les recense, organisés par commune.
Trois communes importantes en nombre de protections font l'objet de listes séparées :
- Liste des monuments historiques de Saint-Denis (La Réunion),
- Liste des monuments historiques de Saint-Paul (La Réunion),
- Liste des monuments historiques de Saint-Pierre (La Réunion).

## Liste
| Monument                                                                        | Commune                                   | Adresse                                              | Coordonnées                                          | Notice                                               | Protection                                           | Date                                                 | Illustration                                                 |
| ------------------------------------------------------------------------------- | ----------------------------------------- | ---------------------------------------------------- | ---------------------------------------------------- | ---------------------------------------------------- | ---------------------------------------------------- | ---------------------------------------------------- | ------------------------------------------------------------ |
| Cheminée Monjol-Mondon                                                          | Les Avirons                               | 18, rue de la Cheminée                               | 21° 14′ 42″ sud, 55° 20′ 00″ est                     | « PA97400045 »                                       | Inscrit                                              | 2002                                                 | Image manquante Téléverser                                   |
| Temple de l'Union                                                               | Bras-Panon                                | lieu-dit L'Union                                     | à géolocaliser                                       | « PA97400107 »                                       | Inscrit                                              | 2010                                                 | Image manquante Téléverser                                   |
| Église Notre-Dame-des-Neiges                                                    | Cilaos                                    | Rue des Sources                                      | 21° 07′ 52″ sud, 55° 28′ 21″ est                     | « PA97400038 »                                       | Inscrit                                              | 2000                                                 | Église Notre-Dame-des-Neiges                                 |
| Maison Valy                                                                     | Entre-Deux                                | Rue du Commerce                                      | 21° 14′ 50″ sud, 55° 28′ 15″ est                     | « PA97400001 »                                       | Inscrit                                              | 1996                                                 | Maison Valy                                                  |
| Cheminée Manapany                                                               | Petite-Île                                | 132, rue Maxime-Payet, lieu-dit Manapany             | 21° 22′ 18″ sud, 55° 34′ 53″ est                     | « PA97400046 »                                       | Inscrit                                              | 2002                                                 | Image manquante Téléverser                                   |
| Chapelle Sainte-Marguerite                                                      | Petite-Île                                | 37, rue Maxime-Payet                                 | 21° 22′ 10″ sud, 55° 34′ 38″ est                     | « PA97400132 »                                       | Inscrit                                              | 2015                                                 | Chapelle Sainte-Marguerite                                   |
| Villa des Brises                                                                | Petite-Île                                | 96, rue Maxime-Payet                                 | 21° 22′ 11″ sud, 55° 34′ 37″ est                     | « PA97400140 »                                       | Inscrit                                              | 2015                                                 | Villa des Brises                                             |
| Crédit foncier de Madagascar                                                    | Le Port                                   | 13 rue de Saint-Paul                                 | à géolocaliser                                       | « PA97400153 »                                       | Inscrit                                              | 2021                                                 | Crédit foncier de Madagascar                                 |
| Logements des ingénieurs et du personnel du Chemin de fer et Port de La Réunion | Le Port                                   | rue Amiral Bosse                                     | à géolocaliser                                       | « PA97400155 »                                       | Inscrit                                              | 2021                                                 | Image manquante Téléverser                                   |
| Maison des Ingénieurs                                                           | Le Port                                   | 592-608 rue Amiral Bosse                             | 20° 56′ 12″ sud, 55° 17′ 19″ est                     | « PA97400123 »                                       | Inscrit                                              | 2014                                                 | Image manquante Téléverser                                   |
| Maison des Ingénieurs                                                           | Le Port                                   | 638 rue Amiral Bosse                                 | 20° 56′ 14″ sud, 55° 17′ 18″ est                     | « PA97400124 »                                       | Inscrit                                              | 2014                                                 | Image manquante Téléverser                                   |
| Maison des Ingénieurs                                                           | Le Port                                   | 688-712 rue Amiral Bosse                             | 20° 56′ 15″ sud, 55° 17′ 18″ est                     | « PA97400125 »                                       | Inscrit                                              | 2014                                                 | Image manquante Téléverser                                   |
| Maison des Ingénieurs                                                           | Le Port                                   | 746-771 rue Amiral Bosse                             | 20° 56′ 17″ sud, 55° 17′ 18″ est                     | « PA97400126 »                                       | Inscrit                                              | 2014                                                 | Image manquante Téléverser                                   |
| Chemin des Anglais                                                              | La Possession (également sur Saint-Denis) |                                                      | 20° 54′ 08″ sud, 55° 22′ 31″ est                     | « PA97400129 »                                       | Inscrit                                              | 2014                                                 | Chemin des Anglais                                           |
| Lazarets de la Grande-Chaloupe                                                  | La Possession Saint-Denis                 | lieu-dit La Grande Chaloupe                          | 20° 54′ 03″ sud, 55° 22′ 37″ est                     | « PA97400023 »                                       | Inscrit                                              | 1998                                                 | Lazarets de la Grande-Chaloupe                               |
| Infrastructures ferroviaires de Saint-Denis et La Possession                    | La Possession (également sur Saint-Denis) |                                                      | 20° 53′ 48″ sud, 55° 22′ 34″ est                     | « PA97400127 »                                       | Inscrit                                              | 2014                                                 | Infrastructures ferroviaires de Saint-Denis et La Possession |
| Maison Martin-Valliamée                                                         | Saint-André                               | Chemin Lagourgue ou chemin du Centre                 | 20° 56′ 59″ sud, 55° 39′ 29″ est                     | « PA00105809 »                                       | Classé                                               | 1983                                                 | Maison Martin-Valliamée                                      |
| Maison High-Hall                                                                | Saint-André                               | 192, rue du 24-Septembre                             | 20° 57′ 51″ sud, 55° 38′ 53″ est                     | « PA00105844 »                                       | Inscrit                                              | 1991                                                 | Maison High-Hall                                             |
| Domaine Appavoupoullé                                                           | Saint-André                               | 111, avenue de Bourbon                               | 20° 57′ 43″ sud, 55° 39′ 02″ est                     | « PA00132888 »                                       | Inscrit                                              | 1994                                                 | Domaine Appavoupoullé                                        |
| Propriété Camalon                                                               | Saint-André                               | 160, rue du Champ-Borne                              | 20° 56′ 24″ sud, 55° 40′ 28″ est                     | « PA97400002 »                                       | Inscrit                                              | 1996                                                 | Propriété Camalon                                            |
| Cheminée Le Colosse                                                             | Saint-André                               | lieu-dit Le Colosse                                  | 20° 56′ 08″ sud, 55° 40′ 19″ est                     | « PA97400049 »                                       | Inscrit                                              | 2002                                                 | Cheminée Le Colosse                                          |
| Cheminée Le Désert                                                              | Saint-André                               | 237, chemin Gaillac                                  | 20° 57′ 58″ sud, 55° 37′ 44″ est                     | « PA97400047 »                                       | Inscrit                                              | 2002                                                 | Cheminée Le Désert                                           |
| Cheminée de Ravine Creuse                                                       | Saint-André                               | 970, chemin Ravine-Creuse, lieu-dit Ravine Creuse    | 20° 58′ 05″ sud, 55° 39′ 54″ est                     | « PA97400048 »                                       | Inscrit                                              | 2024                                                 | Cheminée de Ravine Creuse                                    |
| Monument aux morts de Saint-André                                               | Saint-André                               | Place du 2 Décembre                                  | 20° 57′ 37″ sud, 55° 39′ 00″ est                     | « PA97400154 »                                       | Inscrit                                              | 2021                                                 | Image manquante Téléverser                                   |
| Monument funéraire de Nicole Robinet de La Serve                                | Saint-André                               |                                                      | 20° 57′ 36″ sud, 55° 38′ 59″ est                     | « PA97400089 »                                       | Inscrit                                              | 2007                                                 | Monument funéraire de Nicole Robinet de La Serve             |
| Temple Mardévirin                                                               | Saint-André                               | Rue du Petit Bazar                                   | 20° 56′ 35″ sud, 55° 38′ 53″ est                     | « PA97400106 »                                       | Inscrit                                              | 2010                                                 | Temple Mardévirin                                            |
| Chapelle Sainte-Jeanne-d'Arc                                                    | Saint-André                               | 16, rue du Père Buschère                             | 20° 57′ 37″ sud, 55° 38′ 56″ est                     | « PA97400111 »                                       | Inscrit                                              | 2012                                                 | Chapelle Sainte-Jeanne-d'Arc                                 |
| Maison Bellier                                                                  | Saint-André                               |                                                      | 20° 54′ 51″ sud, 55° 38′ 19″ est                     | « PA97400145 »                                       | Inscrit                                              | 2018                                                 | Image manquante Téléverser                                   |
| Maison Loupy                                                                    | Saint-André                               |                                                      | 20° 57′ 32″ sud, 55° 39′ 08″ est                     | « PA97400149 »                                       | Inscrit                                              | 2019                                                 | Maison Loupy                                                 |
| Église Saint-Benoît                                                             | Saint-Benoît                              |                                                      | 21° 02′ 02″ sud, 55° 42′ 44″ est                     | « PA97400014 »                                       | Inscrit                                              | 2012                                                 | Église Saint-Benoît                                          |
| Église Sainte-Anne                                                              | Saint-Benoît                              |                                                      | 21° 04′ 49″ sud, 55° 44′ 34″ est                     | « PA00105811 »                                       | Classé                                               | 1982                                                 | Église Sainte-Anne                                           |
| Domaine de la Confiance                                                         | Saint-Benoît                              | lieu-dit La Confiance                                | 21° 03′ 50″ sud, 55° 42′ 13″ est                     | « PA00105810 »                                       | Inscrit Classé                                       | 1996                                                 | Domaine de la Confiance                                      |
| Cheminée Morange                                                                | Saint-Benoît                              | 29, chemin Safer-Morange                             | 21° 05′ 59″ sud, 55° 44′ 02″ est                     | « PA97400051 »                                       | Inscrit                                              | 2002                                                 | Cheminée Morange                                             |
| Cheminée Beaufonds                                                              | Saint-Benoît                              | Chemin de Beaufonds, lieu-dit Beaufonds              | 21° 03′ 02″ sud, 55° 43′ 17″ est                     | « PA97400050 »                                       | Inscrit                                              | 2002                                                 | Cheminée Beaufonds                                           |
| Temple de Morange                                                               | Saint-Benoît                              | C.D. 56, lieu-dit Morange                            | 21° 06′ 00″ sud, 55° 43′ 59″ est                     | « PA97400105 »                                       | Inscrit                                              | 2010                                                 | Temple de Morange                                            |
| Gendarmerie de Saint-Benoît                                                     | Saint-Benoît                              | 8, rue André Duchemann                               | 21° 01′ 54″ sud, 55° 42′ 23″ est                     | « PA97400108 »                                       | Inscrit Classé                                       | 2011 2018                                            | Gendarmerie de Saint-Benoît                                  |
|                                                                                 | Saint-Denis                               | Voir Liste des monuments historiques de Saint-Denis  | Voir Liste des monuments historiques de Saint-Denis  | Voir Liste des monuments historiques de Saint-Denis  | Voir Liste des monuments historiques de Saint-Denis  | Voir Liste des monuments historiques de Saint-Denis  | Voir Liste des monuments historiques de Saint-Denis          |
| Usine Langevin                                                                  | Saint-Joseph                              | lieu-dit Bois-Noirs                                  | 21° 22′ 38″ sud, 55° 38′ 48″ est                     | « PA97400052 »                                       | Inscrit                                              | 2022                                                 | Usine Langevin                                               |
| Usine du Piton                                                                  | Saint-Joseph                              | 29, rue Auguste-Brunet                               | 21° 22′ 58″ sud, 55° 37′ 09″ est                     | « PA97400053 »                                       | Inscrit                                              | 2022                                                 | Usine du Piton                                               |
| Église du Sacré-Cœur                                                            | Saint-Leu                                 |                                                      | 21° 08′ 15″ sud, 55° 17′ 40″ est                     | « PA97400008 »                                       | Classé                                               | 1996                                                 | Église du Sacré-Cœur                                         |
| Hôtel des Postes                                                                | Saint-Leu                                 | Place de la Mairie                                   | 21° 09′ 59″ sud, 55° 17′ 13″ est                     | « PA00105822 »                                       | Inscrit                                              | 1987                                                 | Hôtel des Postes                                             |
| Four à chaux Méralikan                                                          | Saint-Leu                                 | Route nationale 1a                                   | 21° 10′ 44″ sud, 55° 17′ 17″ est                     | « PA97400009 »                                       | Inscrit                                              | 1996                                                 | Four à chaux Méralikan                                       |
| Cheminée Le Portail                                                             | Saint-Leu                                 | lieu-dit Le Portail                                  | 21° 12′ 54″ sud, 55° 18′ 11″ est                     | « PA97400055 »                                       | Inscrit                                              | 2002                                                 | Cheminée Le Portail                                          |
| Distillerie de Saint-Leu                                                        | Saint-Leu                                 | 12, route nationale 1a                               | 21° 10′ 33″ sud, 55° 17′ 15″ est                     | « PA97400054 »                                       | Inscrit                                              | 2002                                                 | Distillerie de Saint-Leu                                     |
| Aqueduc du Gol                                                                  | Saint-Louis                               | Rue des Acacias                                      | 21° 16′ 15″ sud, 55° 26′ 21″ est                     | « PA97400130 »                                       | Inscrit                                              | 2014                                                 | Aqueduc du Gol                                               |
| Église Saint-Louis                                                              | Saint-Louis                               | Rue Joseph-Bédier                                    | 21° 17′ 18″ sud, 55° 24′ 28″ est                     | « PA00105824 »                                       | Inscrit                                              | 1982                                                 | Église Saint-Louis                                           |
| Chapelle du Rosaire                                                             | Saint-Louis                               | Chemin de la Chapelle                                | 21° 17′ 24″ sud, 55° 25′ 04″ est                     | « PA00105823 »                                       | Inscrit                                              | 1988                                                 | Chapelle du Rosaire                                          |
| Temple du Gol                                                                   | Saint-Louis                               | lieu-dit Le Gol                                      | 21° 16′ 33″ sud, 55° 24′ 04″ est                     | « PA97400010 »                                       | Inscrit                                              | 1996                                                 | Temple du Gol                                                |
| Domaine de Maison Rouge                                                         | Saint-Louis                               | Chemin Maison-Rouge                                  | 21° 15′ 58″ sud, 55° 24′ 44″ est                     | « PA00105825 »                                       | Classé                                               | 2004                                                 | Domaine de Maison Rouge                                      |
| Villa Edwards                                                                   | Saint-Louis                               | 130, rue du Docteur-Vergès                           | 21° 17′ 17″ sud, 55° 24′ 35″ est                     | « PA00105842 »                                       | Inscrit                                              | 1990                                                 | Villa Edwards                                                |
| Église Notre-Dame-du-Rosaire                                                    | Saint-Louis                               | Rue Pente-Nicole, lieu-dit La Rivière                | 21° 15′ 46″ sud, 55° 26′ 17″ est                     | « PA97400043 »                                       | Inscrit                                              | 2000                                                 | Église Notre-Dame-du-Rosaire                                 |
| Usine de Gol-les-Hauts                                                          | Saint-Louis                               | lieu-dit Gol-les-Hauts                               | 21° 15′ 10″ sud, 55° 25′ 20″ est                     | « PA97400056 »                                       | Inscrit                                              | 2023                                                 | Usine de Gol-les-Hauts                                       |
|                                                                                 | Saint-Paul                                | Voir Liste des monuments historiques de Saint-Paul   | Voir Liste des monuments historiques de Saint-Paul   | Voir Liste des monuments historiques de Saint-Paul   | Voir Liste des monuments historiques de Saint-Paul   | Voir Liste des monuments historiques de Saint-Paul   | Voir Liste des monuments historiques de Saint-Paul           |
| Cheminée de La Trinité                                                          | Saint-Philippe                            | 12, rue de la Pompe                                  | 21° 21′ 30″ sud, 55° 46′ 13″ est                     | « PA97400066 »                                       | Inscrit                                              | 2023                                                 | Cheminée de La Trinité                                       |
| Ancien cimetière de Basse Vallée                                                | Saint-Philippe                            |                                                      | 21° 22′ 24″ sud, 55° 42′ 45″ est                     | « PA97400116 »                                       | Inscrit                                              | 2012                                                 | Image manquante Téléverser                                   |
| Usine du Baril                                                                  | Saint-Philippe                            | lieu-dit Le Baril                                    | 21° 22′ 07″ sud, 55° 43′ 49″ est                     | « PA97400067 »                                       | Inscrit                                              | 2022                                                 | Usine du Baril                                               |
|                                                                                 | Saint-Pierre                              | Voir Liste des monuments historiques de Saint-Pierre | Voir Liste des monuments historiques de Saint-Pierre | Voir Liste des monuments historiques de Saint-Pierre | Voir Liste des monuments historiques de Saint-Pierre | Voir Liste des monuments historiques de Saint-Pierre | Voir Liste des monuments historiques de Saint-Pierre         |
| Cheminée La Mare                                                                | Sainte-Marie                              | lieu-dit La Mare                                     | 20° 53′ 40″ sud, 55° 31′ 59″ est                     | « PA97400057 »                                       | Inscrit                                              | 2002                                                 | Cheminée La Mare                                             |
| Cheminée La Réserve                                                             | Sainte-Marie                              | lieu-dit La Réserve                                  | 20° 54′ 00″ sud, 55° 33′ 44″ est                     | « PA97400058 »                                       | Inscrit                                              | 2002                                                 | Cheminée La Réserve                                          |
| Église Notre-Dame de l'Assomption                                               | Sainte-Marie                              |                                                      | 20° 53′ 47″ sud, 55° 33′ 16″ est                     | « PA97400117 »                                       | Inscrit                                              | 2012                                                 | Église Notre-Dame de l'Assomption                            |
| Chapelle Notre-Dame-de-la-Salette                                               | Sainte-Marie                              |                                                      | 20° 53′ 44″ sud, 55° 33′ 09″ est                     | « PA97400118 »                                       | Inscrit                                              | 2012                                                 | Chapelle Notre-Dame-de-la-Salette                            |
| Monument Corbett                                                                | Sainte-Rose                               | lieu-dit La Marine                                   | 21° 07′ 32″ sud, 55° 47′ 17″ est                     | « PA00105833 »                                       | Inscrit                                              | 1988                                                 | Monument Corbett                                             |
| Usine de Ravine-Glissante                                                       | Sainte-Rose                               | 12, chemin Badamier, lieu-dit Ravine-Glissante       | 21° 08′ 19″ sud, 55° 48′ 18″ est                     | « PA97400077 »                                       | Inscrit                                              | 2024                                                 | Usine de Ravine-Glissante                                    |
| Pont suspendu de la Rivière de l'Est                                            | Sainte-Rose                               |                                                      | 21° 07′ 26″ sud, 55° 44′ 53″ est                     | « PA97400131 »                                       | Classé                                               | 2018                                                 | Pont suspendu de la Rivière de l'Est                         |
| Domaine du Grand Hazier                                                         | Sainte-Suzanne                            | lieu-dit Le Grand-Hazier                             | 20° 54′ 18″ sud, 55° 35′ 19″ est                     | « PA00105847 »                                       | Inscrit                                              | 1991                                                 | Domaine du Grand Hazier                                      |
| Phare de Bel-Air                                                                | Sainte-Suzanne                            |                                                      | 20° 54′ 05″ sud, 55° 36′ 07″ est                     | « PA97400019 »                                       | Classé Inscrit                                       | 2012 1997                                            | Phare de Bel-Air                                             |
| Pont de la Ravine des Chèvres                                                   | Sainte-Suzanne                            |                                                      | à géolocaliser                                       | « PA97400018 »                                       | Inscrit                                              | 1997                                                 | Image manquante Téléverser                                   |
| Cheminée Quartier-Français                                                      | Sainte-Suzanne                            | lieu-dit Quartier Français                           | 20° 55′ 55″ sud, 55° 38′ 23″ est                     | « PA97400078 »                                       | Inscrit                                              | 2002                                                 | Cheminée Quartier-Français                                   |
| Église Saint-Martin                                                             | Salazie                                   | lieu-dit Grand Îlet                                  | 21° 01′ 49″ sud, 55° 28′ 37″ est                     | « PA00105834 »                                       | Classé                                               | 1982                                                 | Église Saint-Martin                                          |
| Domaine de Mare à Citrons                                                       | Salazie                                   |                                                      | 21° 01′ 52″ sud, 55° 31′ 38″ est                     | « PA97400011 »                                       | Inscrit                                              | 1996                                                 | Domaine de Mare à Citrons                                    |
| Villa Folio                                                                     | Salazie                                   | 5, rue Amiral-Lacaze, lieu-dit Hell-Bourg            | 21° 03′ 54″ sud, 55° 31′ 06″ est                     | « PA00105838 »                                       | Inscrit                                              | 1989                                                 | Villa Folio                                                  |
| Guétali de la villa Barau                                                       | Salazie                                   | lieu-dit Hell-Bourg                                  | 21° 03′ 53″ sud, 55° 31′ 14″ est                     | « PA97400013 »                                       | Inscrit                                              | 1996                                                 | Guétali de la villa Barau                                    |
| Guétali de la villa Lucilly                                                     | Salazie                                   | lieu-dit Hell-Bourg                                  | 21° 03′ 59″ sud, 55° 31′ 06″ est                     | « PA97400012 »                                       | Inscrit                                              | 1996                                                 | Guétali de la villa Lucilly                                  |
| Maison Morange                                                                  | Salazie                                   | 4, rue de la Cayenne                                 | 21° 03′ 54″ sud, 55° 31′ 08″ est                     |                                                      | Inscrit                                              | 2018                                                 | Maison Morange                                               |
| Monument aux morts                                                              | Salazie                                   | Place de la Mairie annexe, lieu-dit Hell-Bourg       | 21° 03′ 53″ sud, 55° 31′ 16″ est                     | « PA97400037 »                                       | Classé                                               | 2004                                                 | Image manquante Téléverser                                   |
| Maison Bel-Air                                                                  | Le Tampon                                 | 23, rue Kerveguen                                    | 21° 17′ 21″ sud, 55° 30′ 56″ est                     | « PA00105835 »                                       | Inscrit                                              | 1984                                                 | Maison Bel-Air                                               |
| Cheminée Établissement du Tampon                                                | Le Tampon                                 | 20, chemin Notre-Dame-de-la-Paix                     | 21° 17′ 36″ sud, 55° 32′ 06″ est                     | « PA97400079 »                                       | Inscrit                                              | 2002                                                 | Cheminée Établissement du Tampon                             |
| Maison Barrabé-Roubaud                                                          | Le Tampon                                 | 44 rue Paille-en-Queue                               | 21° 17′ 35″ sud, 55° 31′ 31″ est                     | « PA97400160 »                                       | Inscrit                                              | 2024                                                 | Image manquante Téléverser                                   |
| Maison Roussel                                                                  | Le Tampon                                 | 18, rue Charles-Baudelaire                           | 21° 15′ 39″ sud, 55° 30′ 17″ est                     | « PA97400088 »                                       | Inscrit                                              | 2006                                                 | Maison Roussel                                               |
| Chapelle de l'ex-Apeca                                                          | Le Tampon                                 | 4 rue du Père Favon                                  | 21° 13′ 28″ sud, 55° 33′ 33″ est                     | « PA97400144 »                                       | Inscrit Classé                                       | 2018 2023                                            | Chapelle de l'ex-Apeca                                       |